# Richard Condon
Richard Condon (* 18. März 1915 in New York City; † 9. April 1996 in Dallas, Texas) war ein US-amerikanischer Schriftsteller.

## Leben und Werk
Richard Condon besuchte die DeWitt Clinton High School und fuhr zur See mit der US-Handelsmarine. Danach begann seine Karriere als Theaterregisseur und Drehbuchautor für United Artists, bevor er sich 1957 der Belletristik zuwandte. Verantwortlich dafür war sein Chef Max E. Youngstein, der ohne Condons Wissen Teile seines Gehaltes beiseiteschaffte – und ihn nach einem Jahr feuerte. Dabei überreichte er ihm den Schlüssel für ein Haus mit Meerblick in Mexiko und das mexikanische Bankkonto mit dem aufgelaufenen Geld: Er solle nun die Romane schreiben, von denen er redete. Condon lieferte prompt Bestseller ab. Zu seinen bekanntesten Romanen zählen Die Ehre der Prizzis und Der Manchurian Kandidat.

## Romane
- 1958: The Oldest Confession
- 1959: The Manchurian Candidate
- 1960: Some Angry Angel: A Mid-Century Fairy Tale
- 1974: The Star-Spangled Crunch
- 1975: Money Is Love
- 1976: The Whisper of the Axe
- 1982: Prizzi's Honor
- 1986: Prizzi's Family
- 1988: Prizzi's Glory
- 1990: The Emperor of America
- 1991: The Final Addiction

## Filmografie
Literarische Vorlage
- 1962: Rendezvous in Madrid (The Happy Thieves) – Regie: George Marshall
- 1962: Botschafter der Angst
- 1979: Philadelphia Clan (Winter kills) – Regie: William Richert
- 2004: Der Manchurian Kandidat

Drehbuch
- 1985: Die Ehre der Prizzis – nach seinem Roman